# Étienne Clémentel

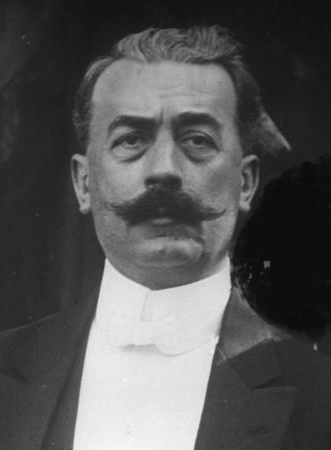
Étienne Clémentel (1914)

Étienne Clémentel (* 29. März 1864 in Clermont-Ferrand, Département Puy-de-Dôme; † 25. Dezember 1936 in Prompsat, Département Puy-de-Dôme) war ein französischer Politiker der Gauche radicale (GR), der unter anderem zwischen 1900 und 1919 Mitglied der Nationalversammlung war. Er bekleidete zudem zahlreiche Ministerämter in verschiedenen Kabinetten und war von 1920 bis 1936 Mitglied des Senats. Darüber hinaus war er 1919 Gründungspräsident der Internationalen Handelskammer. Ferner war er auch als Maler tätig, dessen Werke unter anderem im Musée d’Orsay ausgestellt sind.

## Leben

### Notar, Kommunalpolitiker und Mitglied der Nationalversammlung

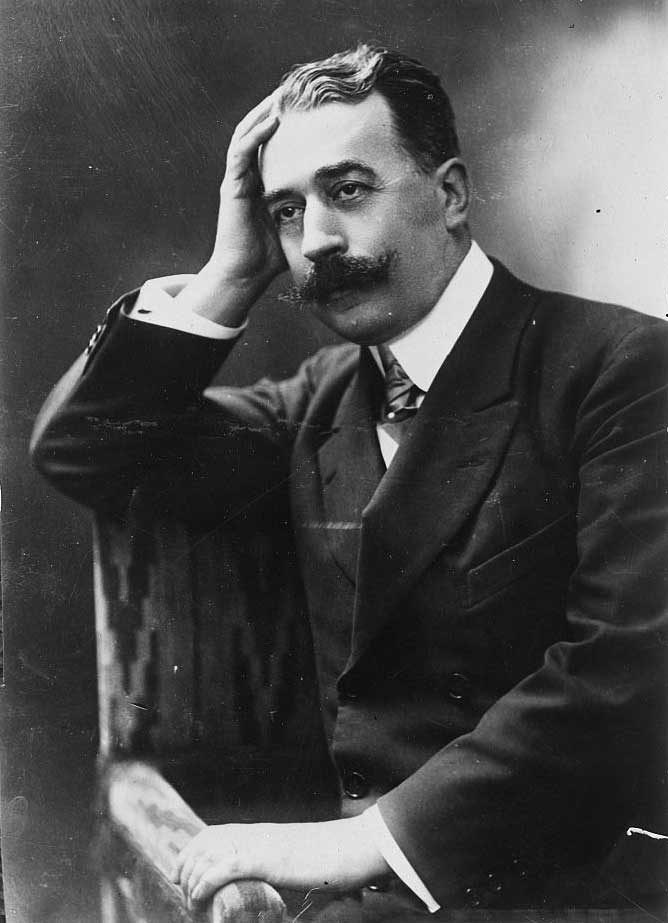
Étienne Clémentel

Der vaterlose Étienne Clémentel wuchs bei seinen Großeltern auf, die einfache Bauern waren. Er begann nach dem Besuch des Collège des Maristes in Riom ein Studium der Rechtswissenschaften sowie der Literaturwissenschaften und schloss beide Studiengänge mit einem Lizenziat ab. Er wurde im Anschluss Sekretär von Hippolyte Gomot, der von 1891 bis 1927 als Senator das Département Puy-de-Dôme vertrat. Er hatte früh einen ausgeprägten Hang zur Malerei und absolvierte eine Ausbildung im Atelier des Glasmalers Henri Carot und nahm im Hinblick auf eine Aufnahme an der École des Beaux-Arts in Clermont-Ferrand Modellierunterricht bei dem Bildhauer Victor Fulconis. Unter dem Einfluss seiner Familie gab er seine künstlerische Laufbahn jedoch auf und war als Rechtsanwalt in Thiers und Riom tätig, hielt aber auch Vorträge über den Historiker Jules Michelet und die keltische Seele. 1889 wurde er Notar in Riom und fungierte zugleich bis 1901 als Präsident der Notarkammer. Seine politische Laufbahn begann er 1892 in der Kommunalpolitik als Mitglied des Gemeinderates von Riom. Er war später Vize-Bürgermeister sowie Bürgermeister von Riom.
Am 16. September 1900 wurde Clémentel erstmals zum Mitglied der Nationalversammlung (Assemblée nationale) gewählt und vertrat in dieser nach seinen Wiederwahlen am 27. April 1902, 6. Mai 1906, 24. April 1910 sowie am 26. April 1914 bis zum 7. Dezember 1919 das Département Puy-de-Dôme. 1902 schloss er sich den Gauche radicale (GR) an.

### Minister und Präsident des Generalrates von Puy-de-Dôme
Am 24. Januar 1905 wurde Étienne Clémentel als Kolonialminister (Ministre des Colonies) in das zweite Kabinett Rouvier berufen und gehörte diesem bis zum 18. Februar 1906 an. Das Amt des Kolonialministers bekleidete er zwischen dem 18. Februar und dem 9, März 1906 auch im dritten Kabinett Rouvier. Er war zwischen 1909 und 1910 Vizepräsident der Nationalversammlung. Zugleich wurde er 1910 Mitglied des Generalrates (Conseil général) des Département Puy-de-Dôme und vertrat in diesem bis 1930 das Kanton Riom. In dieser Zeit war er zwischen 1912 und seinem Rücktritt aus gesundheitlichen Gründen 1930 auch Präsident dieses Generalrates.
Im Kabinett Barthou übernahm Clémentel am 22. März 1913 den Posten als Landwirtschaftsminister (Ministre de l’Agriculture) und bekleidete diesen bis zum 9. Dezember 1913. Er fungierte zwischen dem 9. und dem 13. Juni 1914 zum ersten Mal kurzzeitig als Finanzminister (Ministre des Finances) im vierten Kabinett Ribot. Am 29. Oktober 1915 wurde er als Minister für Handel und Industrie (Ministre du Commerce et de l’Industrie) sowie Minister für Post und Telegrafie (Ministre des Postes et Télégraphes) in das fünfte Kabinett Briand berufen und gehörte diesem zum 12. Dezember 1916 an. Im darauf folgenden sechsten Kabinett fungierte  er als „Super-Minister“ und bekleidete bis zum 20. März 1917 die Ämter als Minister für Handel und Industrie, als Landwirtschaftsminister, als Arbeitsminister (Ministre du Travail) sowie als Minister für Post und Telegrafie.
Anschließend war Étienne Clémentel im fünften Kabinett Ribot vom 20. März bis zum 12. September 1917 abermals Minister für Handel und Industrie sowie Minister für Post und Telegrafie. Diese beiden Ämter bekleidete er danach zwischen dem 12. September und dem 16. November 1917 auch im ersten Kabinett Painlevé. Am 16. November 1917 übernahm er im zweiten Kabinett Clemenceau abermals diese beiden Ämter und hatte sie bis zum 27. November 1919 inne. Zugleich fungierte er im zweiten Kabinett Clemenceau vom 16. November 1917 bis zum 5. Mai 1919 auch als Minister für Seetransport und die Handelsmarine (Ministre des Transports maritimes et Marine marchande). Am 3. November 1917 nahm er neben Louis Loucheur an der Konferenz zur Gründung des Alliierten Seetransport-Komitees (Allied Maritime Transport Council) teil. Durch seinen Erlass als Handelsminister kam es 1919 erstmals zu einer Zusammenfassung mehrerer Départements zu größeren Regionen, durch die jeweils die Handelskammern mehrerer Départements zu einer regionalen Handelskammer zusammengefasst wurden. Er setzte sich 1919 außerdem nachdrücklich für die Gründung der Internationalen Handelskammer ein, mit dem Ziel, die Märkte für Handel und Investitionen zu öffnen. Anfänglich bestand die Organisation aus Belgien, Großbritannien, Frankreich, Italien und den Vereinigten Staaten und er selbst wurde Gründungspräsident der Internationalen Handelskammer.

### Wahlniederlage 1919 und Senator

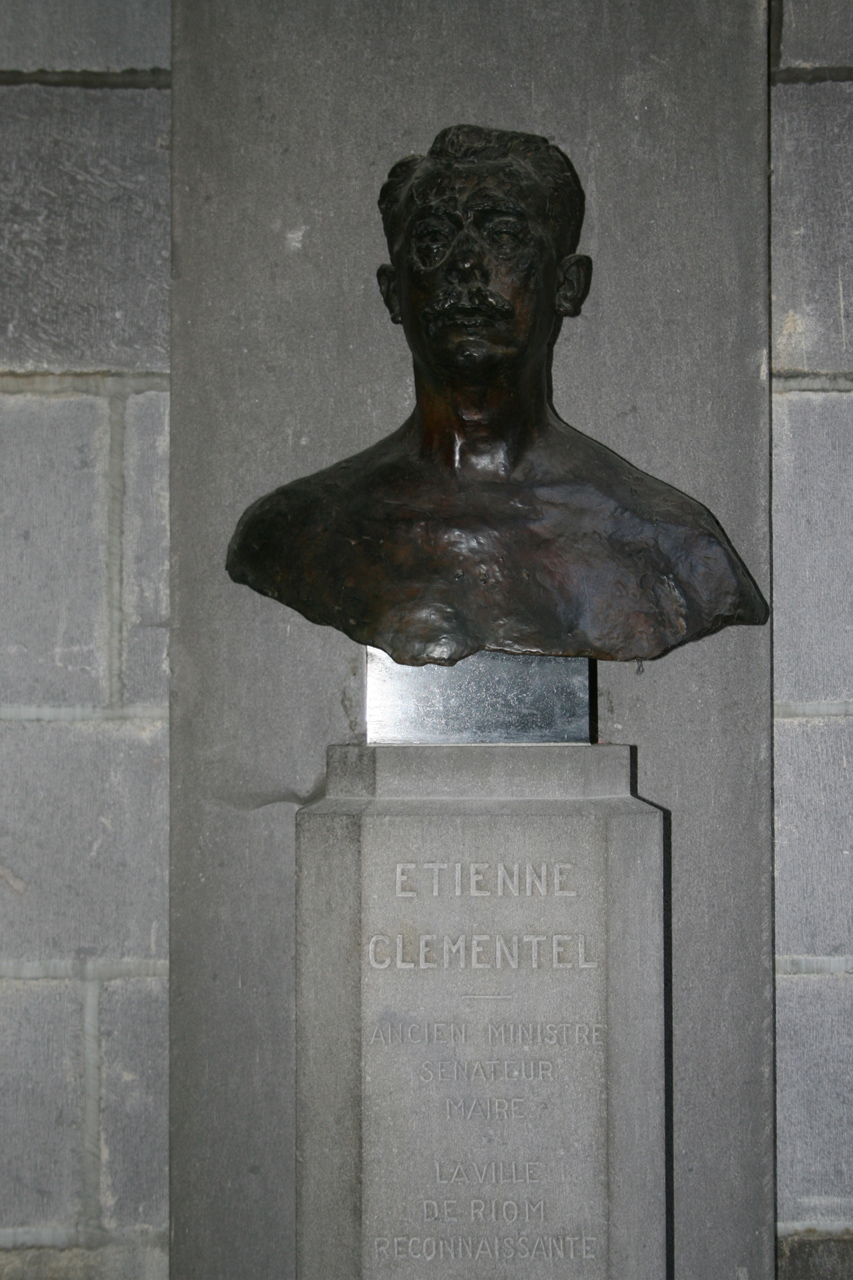
Étienne Clémentel (Büste von Auguste Rodin)

Bei den Parlamentswahlen vom 16. November 1919, die nach Listensystem stattfanden, scheiterte Étienne Clémentel trotz seines Ministeramtes auf der Liste der Republikanischen Union und der nationalen Neuordnung ('Union républicaine et de réorganisation nationale). Auf der Liste belegte er den vierten Platz, von denen nur zwei gewählt wurde. Er persönlich erhielt 36.264 Stimmen von 111.873 Wählern. Er zog sich daher am 27. November 1919 aus dem zweiten Kabinett Clemenceau zurück und wurde durch Louis Dubois ersetzt.
Allerdings wurde Clémentel am 11. Januar 1920 mit 645 der 1089 Stimmen des Wahlkollegiums bereits im ersten Wahlgang für das Département Puy-de-Dôme zum Mitglied des Senats (Sénat) gewählt. Nachdem er verschiedenen Ausschüssen angehört hatte, wurde er 1921 Vorsitzender des Ausschusses für Handel, Industrie, Arbeit und Post (Commission du commerce et de l'industrie, du travail et des postes). Am 14. Juni 1924 wurde er als Finanzminister in das erste Kabinett Herriot berufen. 
Während der Londoner Konferenz, die den Dawes-Plan beschloss, legte Clémentel dem deutschen Außenminister Gustav Stresemann seine Ideen einer künftigen wirtschaftlichen Zusammenarbeit dar: Die franzöische Stahlindustrie war abhängig von der Lieferung von preisgünstigem Koks aus dem Ruhrgebiet. Diese Lieferungen hatte man bislang auf Grundlage des Versailler Vertrags sicherstellen wollen, doch die Ruhrbesetzung war ökonomisch gescheitert und die handelspolitischen Souveränitätseinschränkungen Deutschlands durch den Friedensvertrag liefen im Januar 1925 aus. Daher plädierte Clémentel, unterstützt von Jacques Seydoux, dem sous-directeur für Handelsbeziehungen im Außenministerium, dafür, künftig gleichberechtigt und zum beiderseitige Nutzen wirtschaftlich zusammenzu arbeiten. Dies würde eine Säule der Stabilität für ganz Europa werden.
Am 3. April 1925 schied Clémentel aus der Regierung aus, sein Nachfolger wurde Anatole de Monzie. Von 1925 bis 1926 war Clémentl Vize-Vorsitzender des Finanzausschusses (Commission des finances) in der Abegordnetenkammer. Bei den Wahlen am 9. Januar 1927 wurde er mit 555 der 1090 Stimmen des Wahlkollegiums im Département Puy-de-Dôme abermals zum Senator gewählt. Daraufhin wurde er Vorsitzender des Finanzausschusses. Im Oktober 1929 wurde er nach dem Sturz des elften Kabinetts Briand vom Präsidenten der Republik Gaston Doumergue gebeten, eine neue Regierung zu bilden, scheiterte jedoch in seinen Gesprächen. Im folgenden Jahr befiel ihn eine Krankheit und zwang ihn zu einem langen Urlaub. Bei den Senatswahlen vom 20. Oktober 1935 erhielt er nur noch 245 von 1.121 Stimmen des Wahlkollegiums und verpasste somit den Wiedereinzug in das Parlament, so dass er am 13. Januar 1936 aus dem Senat ausschied.

### Künstlerische Tätigkeit

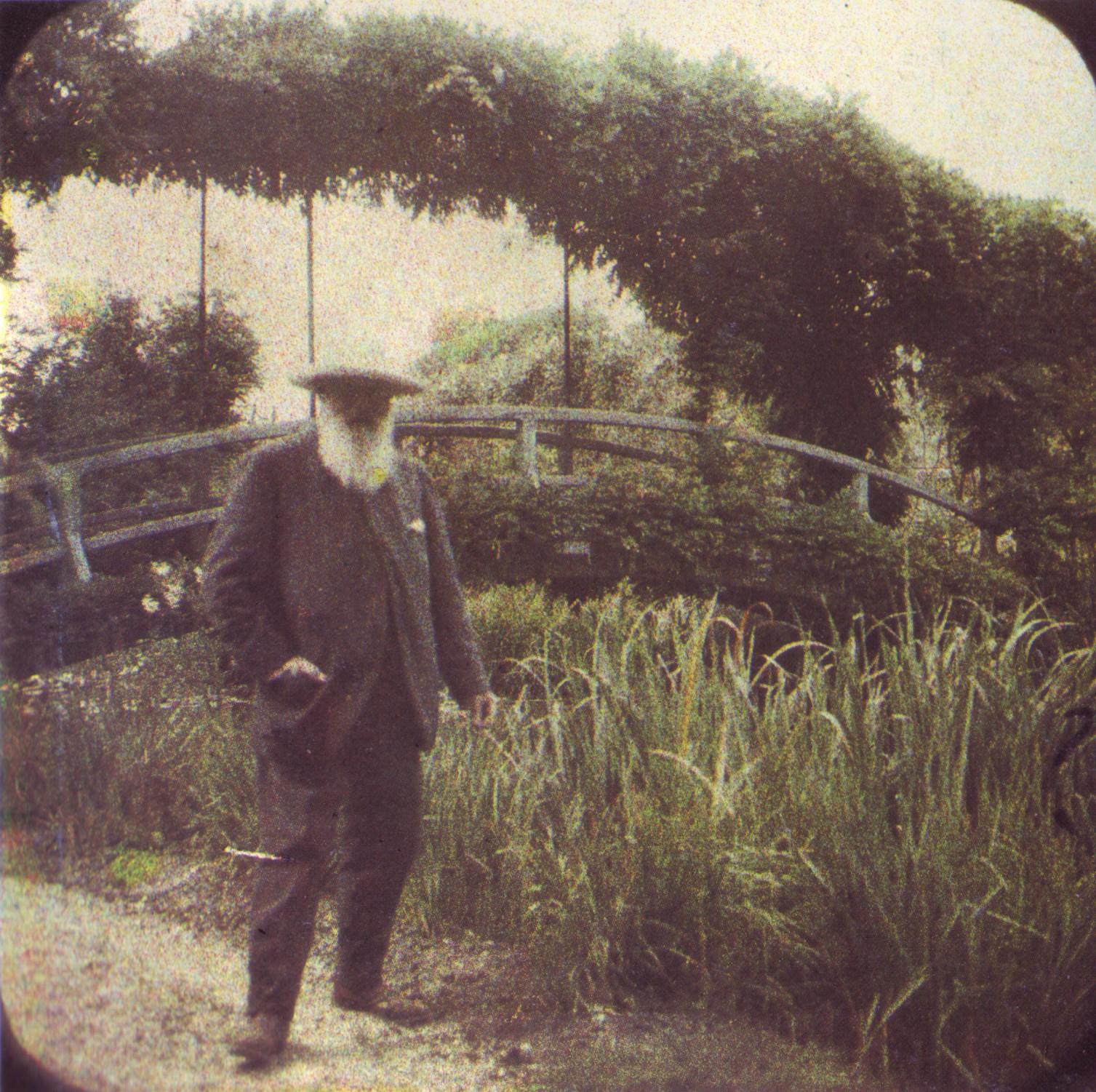
Claude Monet in seinem Garten (Fotograf von Étienne Clémentel, 1917).

Étienne Clémentel war neben seiner politischen Tätigkeit über viele Jahre auch künstlerisch als Fotograf und Maler tätig. Er schuf neben Gemälden Fotografien von Claude Monet. Seine Werke sind unter anderem im Musée d’Orsay ausgestellt. Auguste Rodin schuf eine Büste, die in Riom ausgestellt ist.
Seine Enkelin ist die Politikwissenschaftlerin Marie-Christine Kessler, die am Institut d’études politiques de Paris lehrte.

## Veröffentlichung
- Un drame économique, les délimitations, le passé, l'avenir, Paris, P. Lafitte & Cie, 1914

## Hintergrundliteratur
- Guy Rousseau: Étienne Clémentel (1864–1936). Entre idéalisme et réalisme, une vie politique. Essai biographique, Clermont-Ferrand, Archives départementales du Puy-de-Dôme, 1998
- Marie-Christine Kessler, Guy Rousseau: Étienne Clémentel 1864–1936. Politique et action publique Sous La Troisième République, Bruxelles, P.I.E-Peter Lang S.A., 2018, ISBN 978-2-80760-477-3